# Особняк Якунчиковой
Особняк М. Ф. Якунчиковой (Особняк Московского торгово-строительного общества) — жилой дом в стиле модерна в Москве, построенный в 1899—1900 годах Московским торгово-строительным акционерным обществом по проекту архитектора В. Ф. Валькота. Один из ключевых памятников московского модерна. Объект культурного наследия федерального значения.

## История
Ранее на этом месте находился хозяйственный двор большой городской усадьбы князя И. А. Гагарина, сгоревшей во время пожара 1812 года и разделённый позднее на восемь владений. Участок, на котором расположен современный особняк, около 1816 года приобрёл бригадир Н. И. Муханов, владелец усадьбы напротив, который выстроил здесь свой хозяйственный двор с деревянными строениями. В 1820 году владение перешло к его брату обер-шталмейстеру С. И. Муханову. В 1850-х годах на территории владения жил известный хирург Ф. И. Иноземцев. Позднее усадьба неоднократно меняла владельцев и к концу XIX века сильно обветшала.
Летом 1899 года усадьбу приобрело под застройку Московское торгово-строительное акционерное общество Я. А. Рекка и разделило её территорию на три участка — нынешние дома № 6, 8 и 10 по Пречистенскому переулку. Яков Рекк ставил перед собой цель украсить город «стильными домами, которые, имея технические удобства западноевропейских городских строений, в то же время не убивали бы национального колорита Москвы». В том же году архитектор Вильям Валькот выполнил по заказу Общества проект постройки особняка (№ 10). Строительство здания начали в октябре 1899 года и закончили летом 1900 года; в ходе строительства первоначальный проект особняка претерпел значительные изменения. Позднее на соседних участках Общества был построен особняк К. А. Гутхейля (№ 8, 1902—1903, архитектор В. Ф. Валькот) и Н. И. Миндовского (№ 6, 1906, архитектор Н. Г. Лазарев).
Вскоре после постройки дом был продан М. Ф. Якунчиковой. Мария Фёдоровна происходила из купеческой династии Мамонтовых, приходилась племянницей известному предпринимателю и меценату Савве Мамонтову. Её супруг был старшим сыном и наследником купца Василия Якунчикова; руководил бумажной мануфактурой в Наро-Фоминском, кирпичными заводами, Товариществом Петровских торговых линий в Москве. Сама Мария Федоровна увлекалась прикладным искусством. В 1890 году вместе с женой Саввы Мамонтова она открыла на Петровке «Магазин русских изделий», где принимали заказы на изготовление предметов и вещей художественно-кустарного промысла. С 1908 года Якунчикова в имении своего дяди Абрамцево руководила столярной и вышивальной мастерскими.
В 1907 году по проекту архитектора М. Ф. Бугровского к особняку был пристроен объём подъезда, частично повторяющий формы самого здания. Служебный корпус в глубине двора, изначально спроектированный Валькотом в 1900 году, построен не был; его возвели в 1911 году по проекту техника архитектуры А. М. Хомко.
После октябрьской революции особняк был национализирован. В здании размещались Хамовнический райком комсомола, «Дом комсомола» Фрунзенского района, библиотека имени Н. К. Крупской (по другим данным — библиотека имени Н. К. Островского), затем особняк заняло посольство Заира.

## Архитектура и оформление
Здание свободно поставлено на участке, с некоторым отступом от красной линии переулка. Объёмно-пространственная композиция особняка состоит из сгруппированных вокруг параллепипеда чистых прямоугольных форм, завершённых сильно вынесенными карнизами кровли, и обогащена крупными гранями окон, разделёнными тонкими переплётами, и лёгкими орнаментами из кованого металла. Глади наружных стен здания облицованы матовой керамической плиткой-кабанчиком песочного цвета. Подоконные филёнки декорированы майоликой художественно-гончарного завода «Абрамцево» за Бутырской заставой, разнообразной по тону и фактуре, изготовленной по эскизам М. А. Врубеля. Вероятно, отделочная плитка была разработана и отлита специально для этого дома, поскольку в других постройках не встречается.
Крупные и простые в плане помещения первого этажа, центром планировочной композиции которого служит приёмная при рабочем кабинете хозяина, открываются широким проёмом в центральный холл со световым фонарём и лестницей, ведущей на второй этаж. На фасаде особняка холл выделен заглубленным в стену трапецевидным эркером, кровля которого служит балконом будуара хозяйки на втором этаже. Помещения первых двух этажей соединяет с полуподвалом и мезонином малая задняя лестница. Между небольшим выступом особняка и боковой оградой участка расположена терраса, на которую можно выйти из помещения столовой, окна которой выходят на задний фасад здания. Скульптурные завершения ворот в виде женских головок в советское время были утрачены; позднее восстановлены.
По мнению доктора искусствоведения М. В. Нащокиной, постройка соединяет в себе черты англо-шотландского модерна и франко-бельгийского Ар Нуво. При этом Валькоту удалось создать оригинальный и целостный архитектурный образ особняка, что сделало его одним из новаторов московского варианта стиля. Объёмно-пространственная композиция и использованные Валькотом приёмы декоративной отделки впоследствии использовались другими архитекторами при сооружении зданий в стилистике модерна. Так, в частности, особняк стал объектом для подражания в отдельных проектах и постройках А. А. Галецкого, Г. А. Гельриха и А. А. Остроградского.